# جان هنری کروگر
جان هنری کروگر (انگلیسی: John-Henry Krueger؛ زادهٔ ۲۷ مارس ۱۹۹۵) اسکیت‌باز سرعت اهل ایالات متحده آمریکا است.